# Dysphania albescens
Dysphania albescens là một loài bướm đêm trong họ Geometridae.